# Hondroitin 6-sulfat
Hondroitin 6-sulfat je vrsta organskog sulfata, hondroitin-sulfata. Ovaj glikozaminoglikan u vezivnom tkivu tvore ovi nanizani disaharidi: od heksuronskih kiselina to je D-glukuronska kiselina, a od heksozamina to je D-galaktozamin. Hondroitin 6-sulfat nalazimo u hrskavici, pupkovom tračku, koži i aorti (medija). S kolagenom elektrostatski djeluje u jakom međudjelovanju, većinom s kolagenom tipa II.
Hondroitin-sulfat je prvo izoliran prije nego što je karakterizirana struktura, zbog čega je došlo do promjena u terminologiji. Označen brojkom, ovaj sulfat zove se hondroitin-sulfat C. Mjesto sulfatacije je ugljik 6 od saharida N-acetilgalaktozamina (GalNAc).